# 苗 (植物)

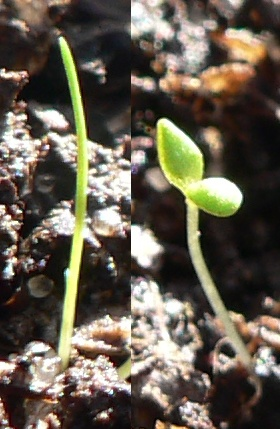
单葉苗（左）和双叶苗（右）

幼苗是指從种子中发育而来的植物幼孢子体。种子发芽後幼苗開始出現。幼苗主要由三主要部分组成：胚根、胚軸和子叶。一旦幼苗开始进行光合作用，其所需的營養就不再從种子時期儲存的能量中攝取。